# Mab (měsíc)

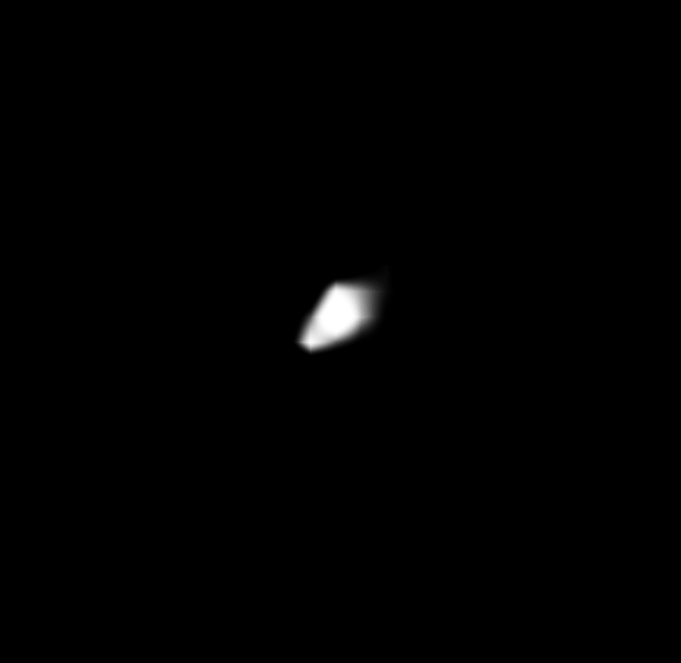
Snímek měsíce Mab z Hubbleova vesmírného dalekohledu (2003)

Mab je jedním z malých vnitřních měsíců planety Uran. Od planety je vzdálen 97 736 kilometrů. Jeho průměr je těžké určit, ale odhaduje se na cca 24 km a hmotnost cca ~1,0×1016 kg, oběžná doba je 0,923 dne.
Měsíc byl objeven Markem R. Showalterem a Jackem J. Lissauerem v roce 2003 na základě snímků z Hubbleova vesmírného teleskopu.
Podobně jako ostatní Uranovy měsíce byl pojmenován podle jedné z postav díla Williama Shakespeara, konkrétně podle královny víl Mab zmíněné ve hře Romeo a Julie.